# Boehmeria silvestrii
Boehmeria silvestrii là loài thực vật có hoa trong họ Tầm ma. Loài này được (Pamp.) W.T. Wang mô tả khoa học đầu tiên năm 1982.